# Kylie Rogers
Kylie Rogers (Houston, 18 febbraio 2004) è un'attrice statunitense.

## Carriera
Dopo aver esordito in televisione nel 2012, con un piccolo ruolo in un episodio della soap opera Il tempo della nostra vita e in altre serie tv, tra cui un episodio di CSI - Scena del crimine, nel 2014 fa il suo esordio cinematografico interpretando la piccola Sunshine nel film Space Station 76. Nel 2015 ottiene una certa notorietà con il ruolo di Minx Lawrence nella serie tv The Whispers, che le fa ottenere una candidatura agli Young Artist Awards. Altri ruoli di rilievo sono stati quello di Katie da bambina in Padri e figlie del 2015, quello di Anna Beam in Miracoli dal cielo del 2016 (film basato su una storia vera) e quello di Allison Yardsham in Collateral Beauty del 2016. Di recente ha recitato, tra il 2018 e il 2022, nella serie tv Yellowstone, interpretando la versione giovanile del personaggio di Beth Dutton, e nel film Beau ha paura del 2023, dove ha interpretato il ruolo di Toni.

## Filmografia

### Cinema
- Space Station 76, regia di Jack Plotnick (2014)
- Padri e figlie, regia di Gabriele Muccino (2015)
- Mojave, regia di William Monahan (2015)
- Miracoli dal cielo, regia di Patricia Riggen (2016)
- Collateral Beauty, regia di David Frankel (2016)
- Skin, regia di Guy Nattiv (2018)
- Gioventù perduta, regia di John Swab (2019)
- Un'altra scatenata dozzina, regia di Gail Lerner (2022)
- Passaggio con mano invisibile regia di Corey Finley (2022)
- Beau ha paura, regia di Ari Aster (2023)

### Televisione
- Il tempo della nostra vita – serie TV, 1 episodio (2012)
- Private Practice – serie TV, 2 episodi (2012)
- CSI - Scena del crimine – serie TV, 1 episodio (2013)
- Mob City – serie TV, 2 episodi (2013)
- The Gates – film TV (2013)
- The List – film TV (2013)
- C'era una volta nel Paese delle Meraviglie – serie TV, 2 episodi (2013-2014)
- Non si gioca con morte – film TV (2014)
- Un desiderio per Natale – film TV (2014)
- The Whispers  – serie TV, 13 episodi (2015)
- Chicago P.D. – serie TV, 1 episodio (2016)
- Code Black – serie TV, 1 episodio (2018)
- Into the dark – serie TV, 1 episodio (2019)
- Yellowstone – serie TV, 7 episodi (2018-2022)
- Home Before Dark – serie TV, 20 episodi (2020-2021)

## Doppiatrici italiane
Nelle versioni in italiano delle opere in cui ha recitato, Kylie Rogers è stata doppiata da:
- Chiara Fabiano in Non si gioca con morte, Miracoli dal cielo, Collateral Beauty
- Giorgia Ionica in Space Station 76
- Noemi Abbrescia in Padri e figlie
- Ginevra Pucci in The Whispers
- Luna Iansante in Home Before Dark
- Lucrezia Marricchi in Un'altra scatenata dozzina
- Emanuela Ionica in Beau ha paura

## Riconoscimenti
- 2016 - Young Artist Awards
  - Candidatura alla migliore giovane attrice non protagonista in una serie televisiva per The Whispers[3]
- 2017 - Movieguide Awards
  - Candidatura alla migliore perfomance d'ispirazione per Miracoli dal cielo[6]